# ОШ „Витко и Света” Гаџин Хан
ОШ „Витко и Света” Гаџин Хан је једина установа основног образовања са својим издвојеним одељењима на територији општине Гаџин Хан. Због смањења броја ученика школа је 1984. године настала реорганизацијом и спајањем ОШ „Витко Раденковић” у Гаџином Хану и ОШ „Света Шарковић” у Личју.
До 1970. године на територији општине Гаџин Хан постојало је пет основних школа:
- ОШ „Витко Раденковић” Гаџин Хан
- ОШ „Доситеј Обрадовић” Горњи Барбеш
- ОШ „Света Шарковић” Доњи Душник
- ОШ „Светозар Марковић” Личје
- ОШ „Вук Караџић” Велико Крчмаре